# 1999 (nummer)
1999 is een van de bekendste nummers van Prince. Het nummer wordt wel gezien als het punt waarop het proces van wording tot superster daadwerkelijk begon.
Het nummer kan het best worden beschreven als een apocalyptisch dansnummer. 1999 bereikte nummer 12 in de Verenigde Staten, nummer 3 in het Verenigd Koninkrijk en nummer 13 in Nederland. De albumversie begint met de langzaam gesproken zin "Don't worry, I won't hurt you. I only want you to have some fun." welke gesproken door God moet voorstellen. Prince deelt de tekst in het nummer met leden van zijn band, waarbij voornamelijk Dez Dickerson, Lisa Coleman en Jill Jones hem bijstaan. De melodie van het nummer werd hergebruikt in het nummer Manic Monday, welke door Prince geschreven was onder de naam Christopher voor The Bangles. De synthesizerakkoorden insprireerden Phil Collins voor het nummer Sussudio en Marillion voor het nummer Incommunicado.
De B-kant pianoballade How Come U Don't Call Me Anymore? werd een favoriet nummer onder de fans. Het nummer wordt dan ook enthousiast ontvangen wanneer het live wordt gespeeld. Een cover van het nummer door Alicia Keys werd een hit in 2001.
1999 werd in de Verenigde Staten uitgebracht als een 12 inchsingle met Little Red Corvette als B-kant. In het Verenigd Koninkrijk stonden How Come U Don't Call Me Anymore? en D.M.S.R. op de B-kant.
Op oudejaarsavond 1999 hield Prince onder de naam O(+> het concert Rave Un2 the Year 2000 te Paisley Park. Het nummer werd middernacht gespeeld en Prince beloofde dat hij het nooit meer zou spelen hierna, een belofte die hij niet heeft gehouden.
Rolling Stone plaatste 1999 op nummer 212 van "The 500 Greatest Songs of All Time".

## NPO Radio 2 Top 2000
| Nummer met noteringen in de NPO Radio 2 Top 2000 | '99 | '00 | '01 | '02  | '03 | '04  | '05  | '06  | '07  | '08  | '09  | '10  | '11  | '12 | '13  | '14  | '15  | '16 | '17 | '18 | '19 | '20 | '21 | '22 | '23 | '24 |
| ------------------------------------------------ | --- | --- | --- | ---- | --- | ---- | ---- | ---- | ---- | ---- | ---- | ---- | ---- | --- | ---- | ---- | ---- | --- | --- | --- | --- | --- | --- | --- | --- | --- |
| 1999                                             | 190 | 562 | 789 | 1008 | 791 | 1008 | 1504 | 1367 | 1540 | 1207 | 1527 | 1025 | 1136 | 823 | 1042 | 1215 | 1257 | 404 | 651 | 710 | 681 | 716 | 768 | 827 | 788 | 727 |

1. ↑  Een vetgedrukt getal geeft de hoogste notering aan.